# Roxas City
Pour les articles homonymes, voir Roxas.
Roxas City (en tagalog : Lungsod ng Roxas) est une ville de 2e classe, capitale de la province de Cápiz aux Philippines.
Le maire de la ville, élu lors des élections générales philippines de 2010, est Angel Alan Celino.
D'après les chiffres du recensement en 2010, la population est estimée à 156 157 habitants.

## Géographie
La ville de Roxas est située dans la province de Cápiz, sur l'île de Panay, dans la région de Visayas occidentales. Elle est située à 460 kilomètres au sud-est de la capitale Manille.
Municipalités limitrophes de Roxas City :

## Démographie
| Année | Habitants | Évolution |
| ----- | --------- | --------- |
| 1995  | 118 715   | -         |
| 2000  | 126 352   | 6,43 %    |
| 2007  | 147 738   | 16,93 %   |
| 2010  | 156 157   | 5,70 %    |

## Économie
L'économie de la région est axée sur les activités primaires : l'agriculture et surtout la pêche sont les principales activités de Roxas City et occupent plus de 52 % de la surface totale de la ville. La ville est d'ailleurs considérée comme la capitale de la pêche, grâce à une grande biodiversité marine.
Les secteurs commercial et plus récemment industriel se développent également.

## Administration

### Ville
Le maire de la ville est Angel Alan Celino, élu lors des élections philippines de 2011.

### Barangays
La ville de Roxas est divisée en 47 barangays :
- Tiza
- Bago
- Balijuagan
- Banica
- Barangay 1
- Barangay 2
- Barangay 3
- Barangay 4
- Barangay 5
- Barangay 6
- Barangay 7
- Barangay 8
- Barangay 9
- Barangay 10
- Barangay 11
- Barra
- Bato
- Baybay
- Adlawan
- Cabugao
- Cagay
- Cogon
- Culajao
- Culasi
- Dumolog
- Dayao
- Dinginan
- Gabu-an
- Inzo Arnaldo Village
- Jumaguicjic
- Lanot
- Lawa-an
- Li-ong
- Libas
- Loctugan
- Lonoy
- Milibili
- Mongpong
- Olotayan
- Punta Cogon
- Punta Tabuc
- San Jose
- Sibaguan
- Talon
- Tanque
- Tanza
- Bolo

## Infrastructures
Roxas City est doté d'un aéroport et d'un port. Comme souvent dans les Philippines, les habitants effectuent leurs trajets en tricycle ou en bus.
La ville possède 16 grands établissements scolaires.
On y trouve également quatre grands hôpitaux : Roxas Memorial General Hospital, Capiz Emmanuel Hospital, Saint Anthony's Hospital, Capiz Doctors Hospital.

## Histoire

### DuXVIeau début duXXesiècle
La ville de Roxas, autrefois nommée ville de Capiz, a été créée en 1569. Elle est devenue rapidement une ville portuaire dès le début du XVe siècle.
Au XIXe siècle, la ville de Capiz a été longtemps attaquée par les musulmans. Pour protéger la ville, des remparts ont été construits dès 1814, à l'initiative du Gouverneur de la ville.
Les îles Philippines ayant été sous le contrôle des États-Unis dès le début du XXe siècle, l'économie de la ville a été mise à mal par les lois mises en place par le gouvernement américain.
En 1917 est fondée la première école dans la ville, la Capiz Trade School destinée à l'éducation élémentaire. La Capiz High School est fondée en 1927.

### Après la République
Avec l'indépendance des Philippines et la naissance de la République, un premier Président est élu, Manuel Acuña Roxas. En conséquence, la ville a été renommée Roxas City.
Les maires de la ville de Roxas, avec la mise en place de la République, sont dans un premier temps nommés. Lorenzo Acuña Arnaldo sera nommée pour diriger la ville, suivi de Ramon Blanco, de Jose Dorado et ensuite de Juliano Alba. C'est en 1959 que la première élection municipale est organisée, avec l'élection de Lorenzo Arnaldo. Arrivent ensuite à la tête de la ville Teodoro Roxas Arcenas et Juliano Alba. Antonio Del Rosario a dirigé la ville de 1998 à 2007 et Vicente Bermejo de 2007 à 2010.

## Personnalités notables de la ville
Les personnalités listées sont nées à Roxas City, ou ont joué un rôle important dans la région :
- Manuel Roxas, premier Président de la République des Philippines
- Gerardo Roxas, sénateur ; fils de Manuel Roxas
- Mar Roxas, sénateur ; fils de Manuel Roxas
- Lorenzo Arnaldo, premier maire de la ville de Roxas[2]
- Josefa Abiertas, a contribué à faire adopter la loi sur le vote des femmes
- Barbie Almalbis, chanteuse
- Lino Villarruz, peintre célèbre dans la province de Capiz.
- Daisy Avellana, personnalité du théâtre philippin, metteuse en scène, actrice, etc., née à Roxas City